# Роликобежный спорт на Всемирных играх 2017
Соревнования по роликобежному спорту на Всемирных играх 2017 прошли с 24 по 25 июля в польском Вроцлаве, в Миллениум-парке

## Страны-участницы
- Аргентина (5)
- Австралия (1)
- Австрия (1)
- Бельгия (4)
- Чили (6)
- Китай (2)
- Тайвань (6)
- Колумбия (5)
- Чехия (1)
- Эквадор (4)
- Франция (6)
- Германия (5)
- Гватемала (1)
- Мексика (2)
- Нидерланды (4)
- Новая Зеландия (2)
- Польша (6)
- Португалия (2)
- Южная Корея (3)
- Испания (4)
- Швейцария (2)
- США (2)
- Венесуэла (3)

## Медалисты

### Мужчины
| Дисциплина           | Золото                     | Серебро                    | Бронза                    |
| 200 метров, на время | Испания · Лозеба Фернандес | Германия · Саймон Альбрехт | Франция · Гвендал Ле Пиве |
| 500 метров, спринт   | Франция · Гвендал Ле Пиве  | Колумбия · Эдвин Эстрада   | Венесуэла · Джоан Гузман  |
| 10 000 метров        | Бельгия · Барт Свингс      | Италия · Даниэль Ниеро     | Испания · Паткси Пеула    |
| 20 000 метров        | Бельгия · Барт Свингс      | Италия · Даниэль Ниеро     | Испания · Паткси Пеула    |